# Puerto Varas
Puerto Varas este un oraș cu 32.912 locuitori (2002) din regiunea Los Lagos, Chile.

## Galerie

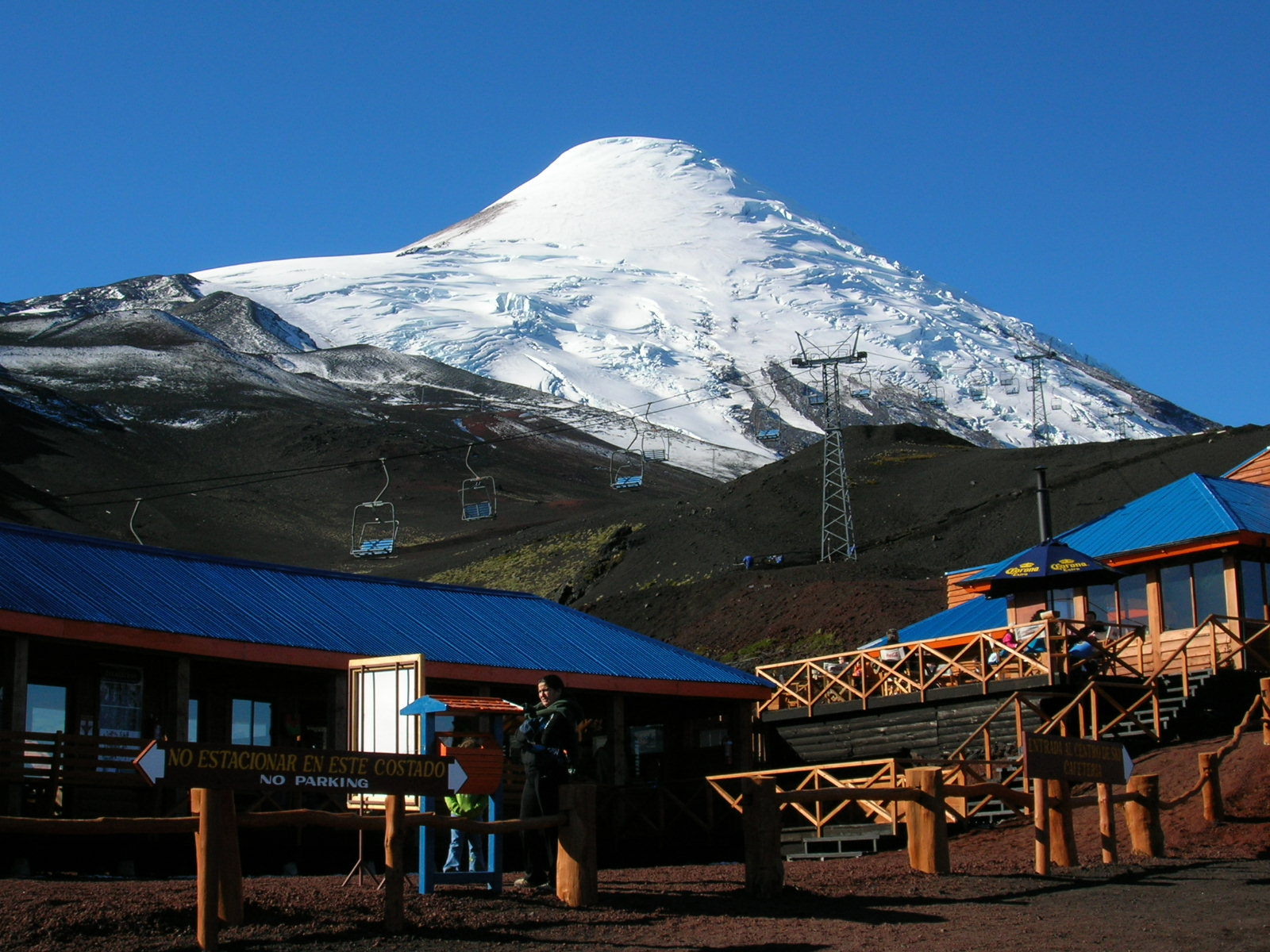
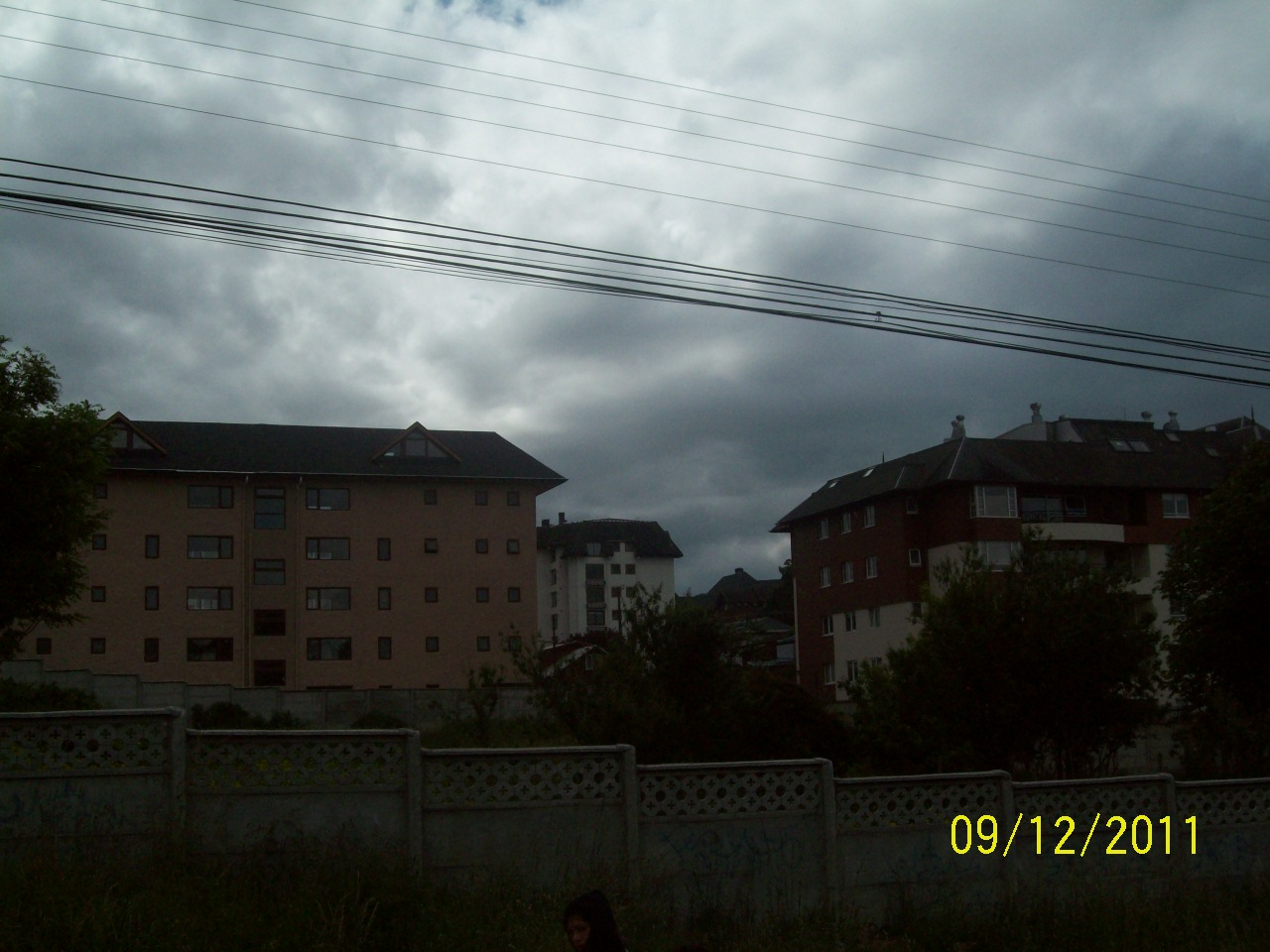
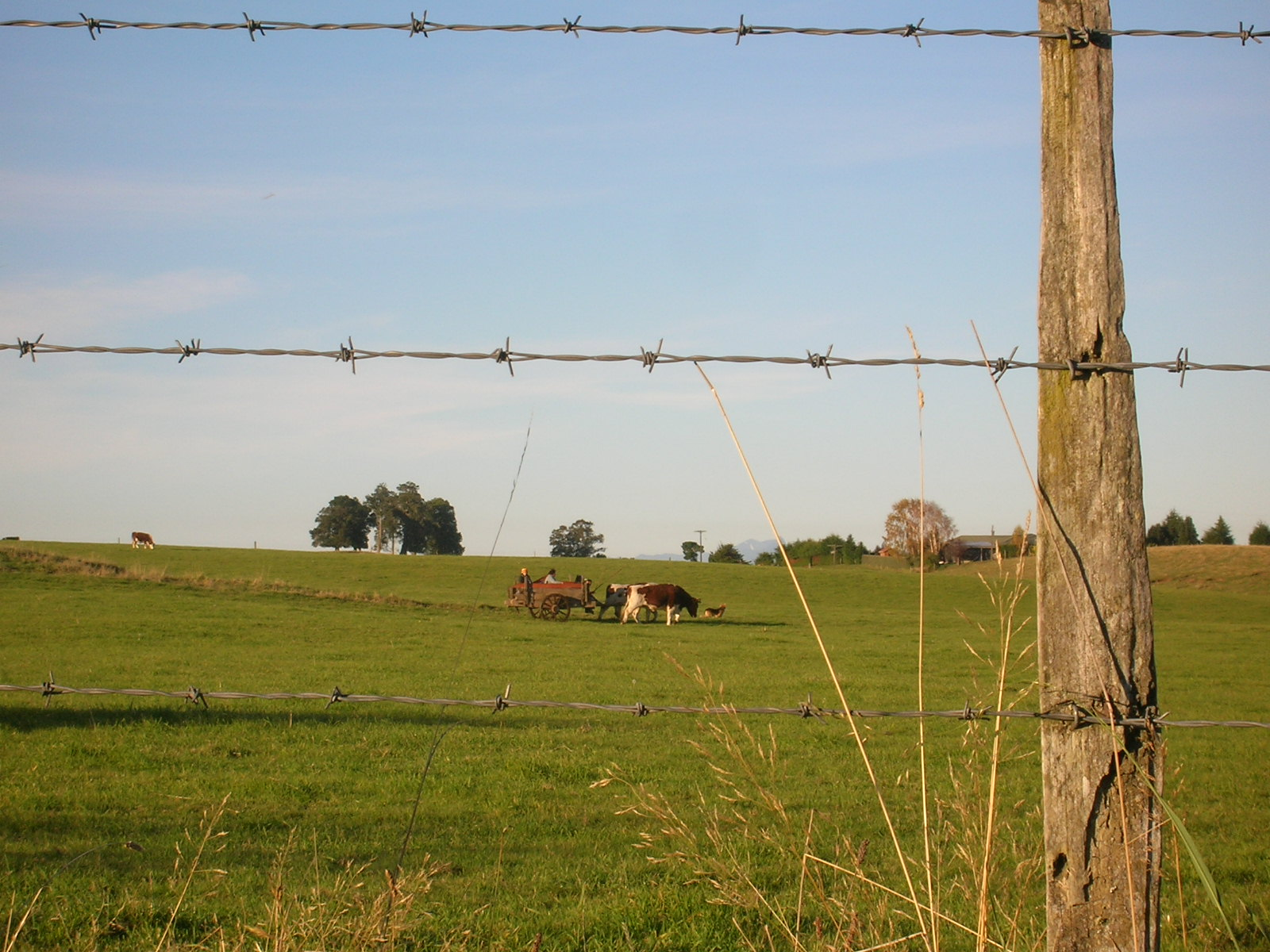
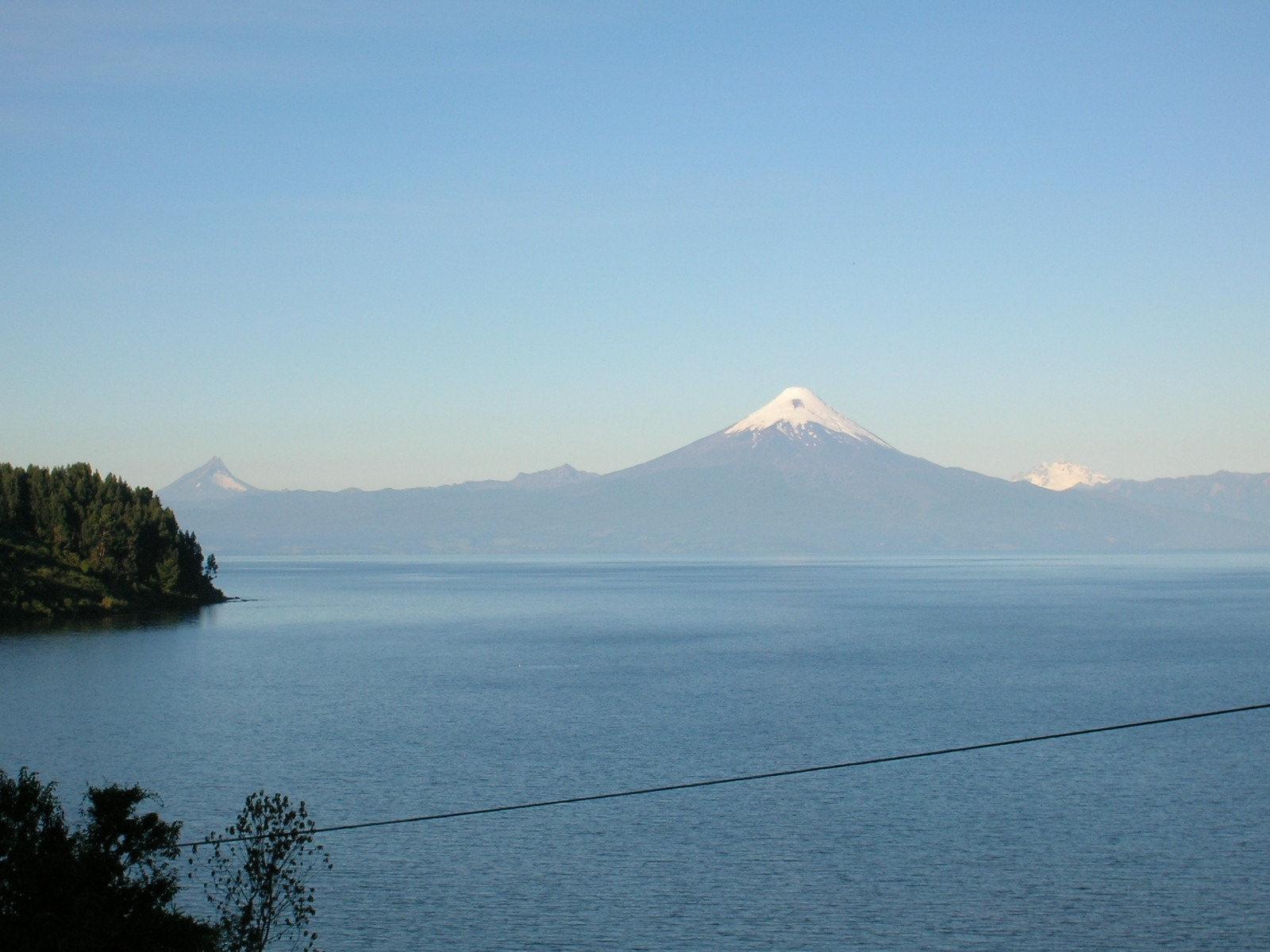
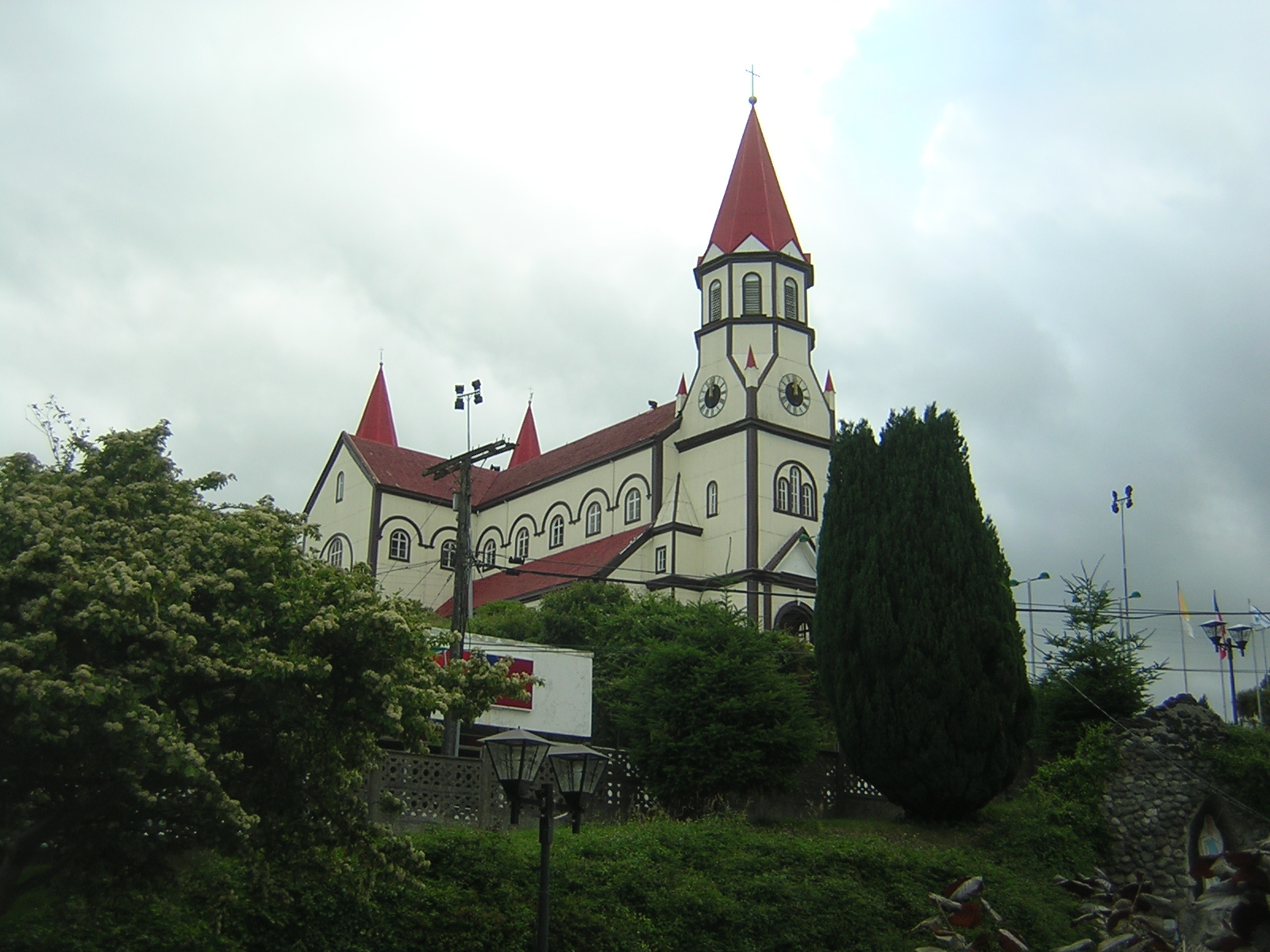
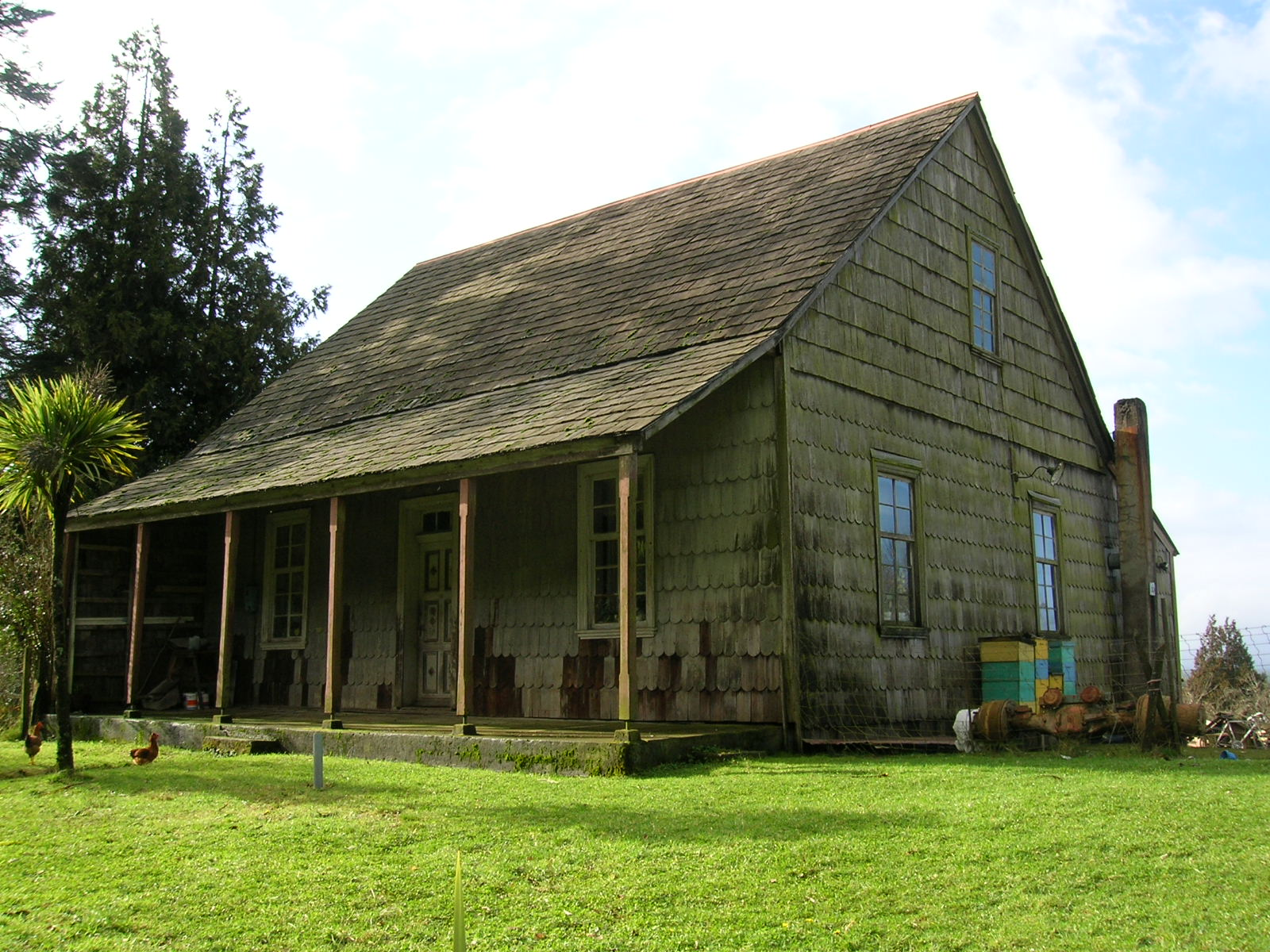